# Rick Coonce
Rick Coonce (jako Erik Michael Coonce, 1. srpen 1946, Los Angeles, Kalifornie, USA – 25. únor 2011, Kanada) byl americký rockový bubeník a člen klasické sestavy skupiny The Grass Roots.

## Diskografie

### Alba

#### The Grass Roots
- 1967 – Let’s Live For Today
- 1968 – Feelings
- 1968 – Golden Grass
- 1969 – Lovin' Things
- 1969 – Leavin’ It All Behind
- 1970 – More Golden Grass
- 1971 – Their 16 Greatest Hits

#### Sólová
- 2000 – Lackadaisical Day

### Singly

#### The Grass Roots
- 1967 – Let's Live for Today / Depressed Feeling
- 1967 – Things I Should Have Said / Tip Of My Tongue
- 1967 – Wake Up, Wake Up / No Exit
- 1968 – Melody For You / Hey Friend
- 1968 – Feelings / Here's Where You Belong
- 1968 – Midnight Confessions / Who Will You Be Tomorrow
- 1969 – Bella Linda / Hot Bright Lights
- 1969 – Melody For You / All Good Things Come To An End
- 1969 – Lovin' Things / You And Love Are The Same
- 1969 – The River Is Wide / (You Gotta) Live For Love
- 1969 – I'd Wait A Million Years / Fly Me To Havana
- 1969 – Heaven Knows / Don't Remind Me
- 1970 – Walking Through The Country / Truck Drivin' Man
- 1970 – Baby Hold On / Get It Together
- 1970 – Come On And Say It / Something's Comin' Over Me
- 1970 – Temptation Eyes / Keepin' Me Down
- 1971 – Sooner Or Later / I Can Turn Off The Rain